# Vicarie
Een vicarie is volgens het Nederlands recht een stichting. Het was oorspronkelijk een middeleeuwse rechtspersoon naar kerkelijk én wereldlijk recht. Vanaf de Reformatie zijn het in Nederland geen geestelijke instellingen meer. Zij kregen veelal een andere functie en vielen alleen nog maar onder het wereldlijke recht. Sinds de invoering van het Nieuw Burgerlijk Wetboek hebben vicarieën dezelfde juridische jas aangetrokken als een gewone stichting, maar verschillen zij in hun oorsprong. Anno 2018 zijn er nog slechts zo'n 45 vicariestichtingen bekend die zijn ingeschreven bij de Kamer van Koophandel met in hun naam het woord vicarie, prebende, beneficie, Fries leen, of capellanie.

## Middeleeuwen en Reformatie
Oorspronkelijk was de vicarie in de Middeleeuwen een afgezonderd vermogen waarvan de opbrengst bestemd was voor het levensonderhoud van een priester. Deze  vicaris moest daarvoor aan een bepaald altaar een of meer heilige missen opdragen, in gebeden bepaalde personen gedenken en eventueel nog andere, in de stichtingsbrief opgedragen, taken uitvoeren. De inkomsten van zo'n vicarie werden gegeven aan een door de collator uitgekozen vicaris die formeel door de geestelijke overheid (de bisschop) in dit geestelijk ambt werd gesteld. De collator was de stichter of zijn opvolger, die het collatierecht had (ook patronaatsrecht genoemd). De vicaris was dan bezitter van de vicarie geworden onder de verplichting de vicariegoederen te beheren en die daarvoor kon optreden in het rechtsverkeer.
De Staten van de gewesten brachten tijdens de Reformatie de vicarieën onder het wereldlijke recht en wijzigden de bestemming (het werden veelal studiebeurzen) en zij namen het toezicht op de bestemming en het beheer van de goederen van de vicarieën van de geestelijke overheid over.

## Moderne tijd
In de praktijk functioneerde de rechtspersoon-stichting in de middeleeuwen reeds lang voordat de Staat in de Wet op stichtingen van 31 mei 1956 (stb.327) formeel de (vicarie als) rechtspersoon-stichting erkende. Pas veel later is men vicarieën gaan begrijpen als rechtspersoon-stichtingen. De stichtingen functioneerden aanvankelijk op basis van het in de praktijk ontwikkelde gewoonterecht.
Sinds de Franse tijd centraliseerde de Staat het toezicht op de vicariestichtingen. De Overheid oefende op grond van het besluit van de Souvereine Vorst van 8 mei 1814 nr. 147, preventief toezicht uit op de bestemming van de vicarieën, op dezelfde wijze als dat in ieder der provincies gebruikelijk was geweest. Deze stichtingen bleven geregeld door het bestaande gewoonterecht. De Wet van 29 oktober 1892 (stb.240) stelde een preventief toezicht op het beheer van vicariegoederen in. Dit gecentraliseerde preventieve toezicht door de Overheid eindigde door de Wet van 30 oktober 1974 (stb.700) en de invoering van Boek 2 Burgerlijk Wetboek.
Artikel 55 Overgangswet Nieuw B.W. bepaalt dat vicarieën met ingang van 26 juli 1976 worden geregeerd door de bepalingen van boek 2 B.W. betreffende de stichtingen en staan daardoor nu onder rechterlijke controle (‘repressief toezicht’).